# (2167) Erin
(2167) Erin es un asteroide perteneciente al cinturón de asteroides, descubierto el 1 de junio de 1971  por el equipo del Observatorio Perth desde el Observatorio Perth, Bickley, Australia.

## Designación y nombre
Designado provisionalmente como 1971 LA. Fue nombrado Erin en honor a la hija del astrónomo George Punko miembro del equipo del Observatorio.